# Stevie B
Stevie B (Steven Bernard Hill) es un cantante de freestyle y dance cubano-estadounidense nacido en Fort Lauderdale, Florida el 19 de abril de 1958.

## Carrera
Con su estilo, tuvo varios éxitos como Party Your Body, Spring Love, In My Eyes, Girl I'm Searching For You y Because I Love You, singles entre 1988 y 1990.
En 1990, lanzó al mercado su álbum "Love & Emotion" donde se desprende el éxito: Because I Love You. Luego lanzó Pump Up The Party con el nombre alternativo de Hassan, por la Midtown Records.
Como Stevie B, ha estado en los mejores lugares en los Billboard Hot 100. Actualmente, hace recopilaciones.
- Datos: Q1333817